# Crotalaria graminicola
Espèce
Synonymes
- Crotalaria diloloensis Baker f.[1]
- Crotalaria praecox Milne-Redh.[1]
- Crotalaria stenocladon Baker f.[1]

Crotalaria graminicola est une espèce de plantes à fleurs de la famille des Fabaceae et du genre Crotalaria, présente en Afrique tropicale.

## Description
C'est une plante vivace qui produit, à partir d'une souche ligneuse, des tiges, étalées ou érigées, de 5 à 20 cm de hauteur après la floraison.

## Distribution
Elle est présente en Afrique tropicale, du Ghana à la république centrafricaine et au Burundi, également en Angola, en Zambie et en Tanzanie.

## Habitat
On la trouve dans les savanes et les prairies soumises aux feux.